# Плющелистість

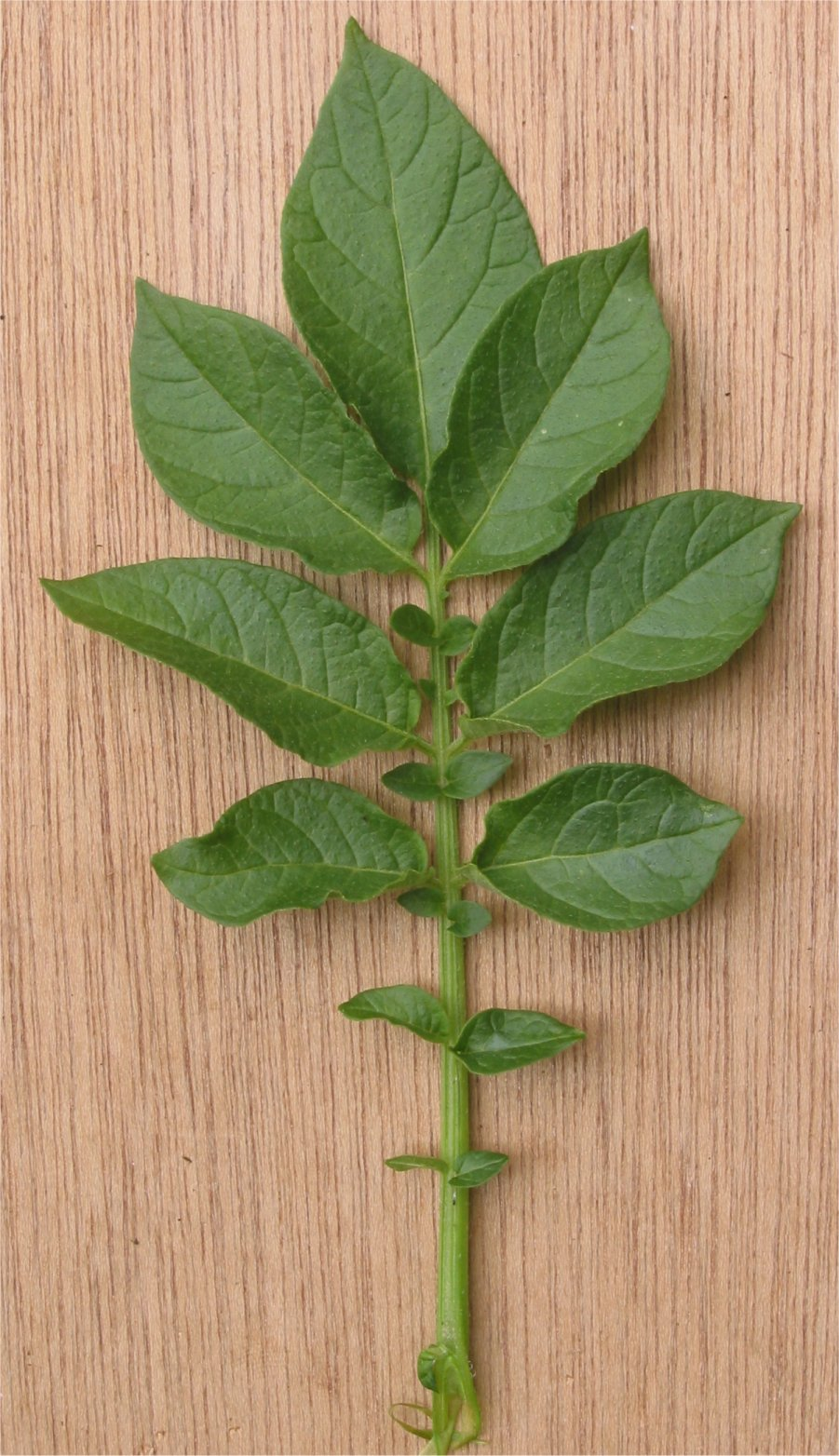

Плющели́стість - форма зростання листя у рослин, коли верхня пара часток і верхівкова непарна частка зростаються основами, утворюючи трилопатеву верхівку. Наприклад у картоплі.